# ジョアン・デ・ルーレイロ
ジョアン・デ・ルーレイロ（João de Loureiro、1717年9月8日  - 1791年10月18日）は、ポルトガルのイエズス会宣教師、古生物学者、医師、植物学者である。
リスボンに生まれた。イエズス会宣教師としてインドのゴアに3年、マカオに4年赴任した後、1742年にコーチシナを訪れ、その後30年間以上滞在した。ルーレイロは薬用植物の性質や使用法を学び、アジアの植物相の専門家となった。1777年に広東を旅し、4年後に帰国し、『コーチシナの植物』("Flora Cochinchinensis")（1790年）を出版した。

## ルーレイロに関する書籍
- Pe. João de Loureiro : missionãrio e botãnico by José Maria Braga, 1938.[3]